# David Ayres
Pour les articles homonymes, voir Ayres.
 (mars 2022).
David Ayres (né le 12 août 1977 à Whitby, dans la province de l'Ontario, au Canada) est un agent de maintenance canadien devenu célèbre en tant que premier gardien de but remplaçant d'urgence à remporter une victoire en saison régulière dans la Ligue nationale de hockey (LNH).
Alors qu'il travaillait comme agent de maintenance et de surfaceuse au Coca-Cola Coliseum — patinoire des Marlies de Toronto — Ayres est appelé comme gardien de but d'urgence par leurs adversaires, les Hurricanes de la Caroline, lors d'un match de 2020 contre les Maple Leafs de Toronto après les blessures des gardiens James Reimer et Petr Mrázek. 
Bien qu'Ayres n'ait jamais joué dans la LNH auparavant et qu'il ait 42 ans, lui et la franchise des Hurricanes sont sortis victorieux du match. L'événement est historique car une double blessures de gardiens de but est rare et donc la nécessité d'appeler un gardien de but remplaçant d'urgence également.
Le bâton utilisé lors de ce match par Ayres est exposé au Temple de la renommée du hockey.